# عبدالقادر البرازی
عبدالقادر البرازی (عربی: عبدالقادر البرازي؛ ۵ نوامبر ۱۹۶۴ – ۲۴ ژانویهٔ ۲۰۱۴) یک بازیکن فوتبال اهل مراکش بوده است.
وی در تیم ملی فوتبال مراکش ۲۶ بازی انجام داده است و عضو این تیم در جام جهانی فوتبال ۱۹۹۸ بوده است.